# Phlebotomus grovei
Phlebotomus grovei är en tvåvingeart som beskrevs av Downes 1971. Phlebotomus grovei ingår i släktet Phlebotomus och familjen fjärilsmyggor. Inga underarter finns listade i Catalogue of Life.